# Summerlin South
Summerlin South è un census-designated place (CDP) degli Stati Uniti, situato nella Contea di Clark nello stato del Nevada. Nel censimento del 2000 la popolazione era di 3.735 abitanti. Appartiene all'area metropolitana di Las Vegas.

## Geografia fisica
Secondo i rilevamenti dell'United States Census Bureau, la località di Summerlin South si estende su una superficie di 105,8 km², tutti occupati da terre.

## Popolazione
Secondo il censimento del 2000, a Summerlin South vivevano 3.735 persone, ed erano presenti 1.101 gruppi familiari. La densità di popolazione era di 35,3 ab./km². Nel territorio comunale si trovavano 1.755 unità edificate. Per quanto riguarda la composizione etnica degli abitanti, il 76,88% era bianco, il 4,15% era afroamericano, lo 0,59% era nativo, il 10,04% era asiatico e lo 0,43% proveniva dall'Oceano Pacifico. Il 2,84% della popolazione apparteneva ad altre razze e il 3,08% a più di una. La popolazione di ogni razza ispanica corrispondeva al 9,84% degli abitanti.
Per quanto riguarda la suddivisione della popolazione in fasce d'età, il 20,0% era al di sotto dei 18, il 6,3% fra i 18 e i 24, il 39,2% fra i 25 e i 44, il 26,7% fra i 45 e i 64, mentre infine il 7,8% era al di sopra dei 65 anni di età. L'età media della popolazione era di 36 anni. Per ogni 100 donne residenti vivevano 103,2 maschi.

## Downtown Summerlin
Downtown Summerlin è un complesso di negozi e punti di ristorazione presente nel quartiere.